# Porsön
Porsön est une péninsule principalement occupée par le quartier éponyme de Luleå, en Suède.

## Description
Porsön est à environ 5 kilomètres du centre-ville de Luleå.
Porsön est entouré par Björsbyfjärden à l'est, Holmsundet/Sellingsundet au nord, Gammelstadsviken à l'est et le continent au sud.
À Porsön se trouvent l'université de technologie de Luleå, le parc scientifique de Luleå, le Teknikens hus (sv), la prison Anstalten Luleå (sv), des zones résidentielles et des logements étudiants. 
C'est à Porsön que vivent la majorité des étudiants de Luleå.

## Services
Au centre de Porsö se trouvent, entre autres, l'église de Porsö, un service d'odontologie public, une bibliothèque et une épicerie. Teknikens hus est un centre de recherche situé sur le campus universitaire. 

## Transports
Les lignes de bus 4, 5, 6, 7, 12 et 14 desservent le quartier.
| Ligne | Trajet                                      | Longueur | Arrêts | Réfs.   |
| ----- | ------------------------------------------- | -------- | ------ | ------- |
| 1     | Hertsön - Centrum - Hôpital de Sunderby     | 25,5 km  | 36-37  | Ligne 1 |
| 1     | Hôpital de Sunderby - Centrum - Hertsön     | 25,5 km  | 38-39  | Ligne 1 |
| 2     | Björkskatan - Centrum - Hôpital de Sunderby | 23 km    | 33     | Ligne 2 |
| 2     | Hôpital de Sunderby - Centrum - Björkskatan | 23 km    | 34     | Ligne 2 |
| 3     | Björkskatan - Centrum - Bergnäset           | 12 km    | 26     | Ligne 3 |
| 3     | Bergnäset - Centrum - Björkskatan           | 12 km    | 27     | Ligne 3 |
| 4     | Aéroport de Luleå - Centrum - Aurorum       | 16 km    | 28     | Ligne 4 |
| 4     | Aurorum - Centrum - Aéroport de Luleå       | 16 km    | 28     | Ligne 4 |
| 5     | Hertsön - Centrum - Aurorum                 | 16 km    | 32-33  | Ligne 5 |
| 5     | Aurorum - Centrum - Hertsön                 | 16 km    | 34-35  | Ligne 5 |

## Galerie

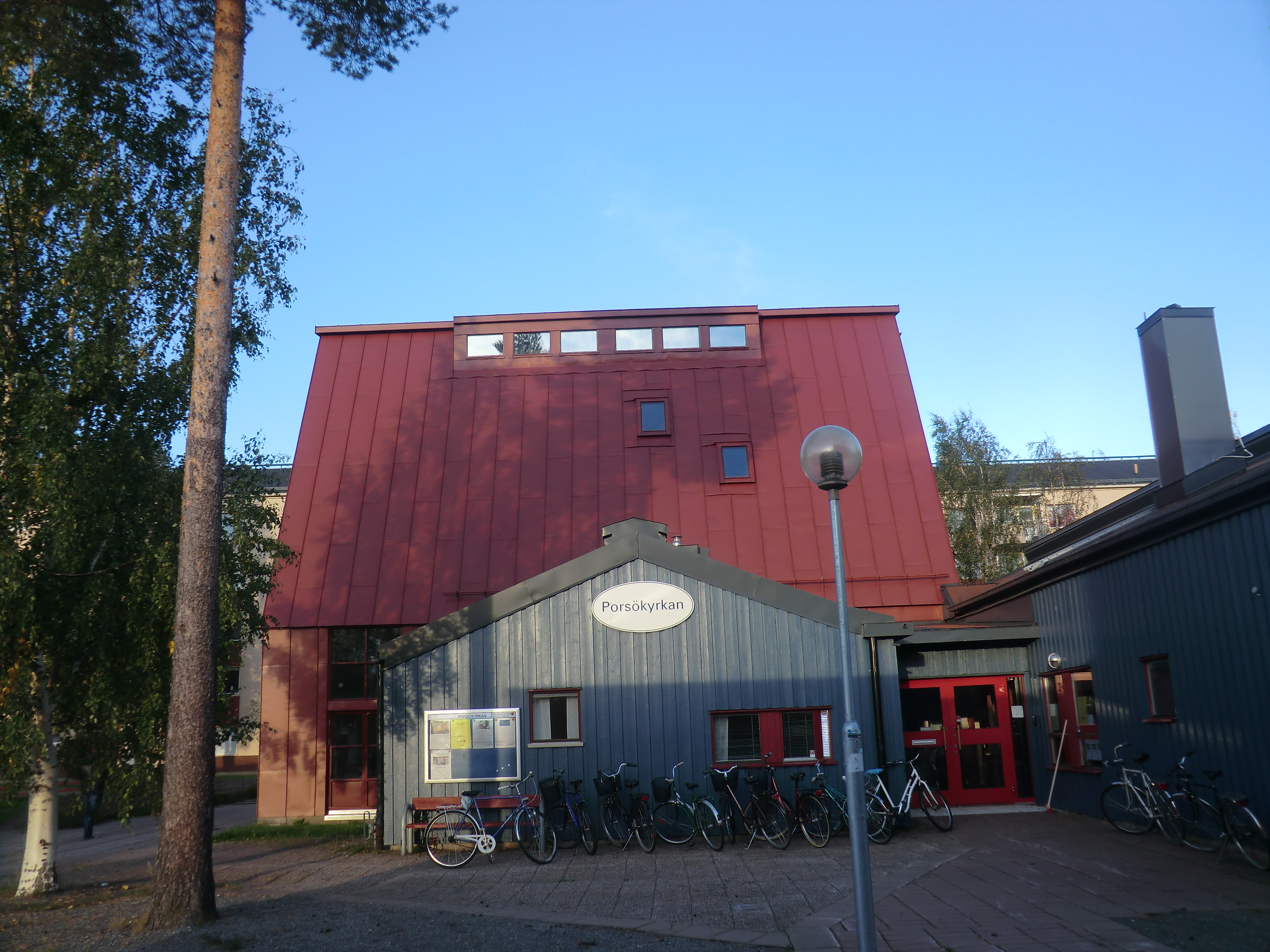
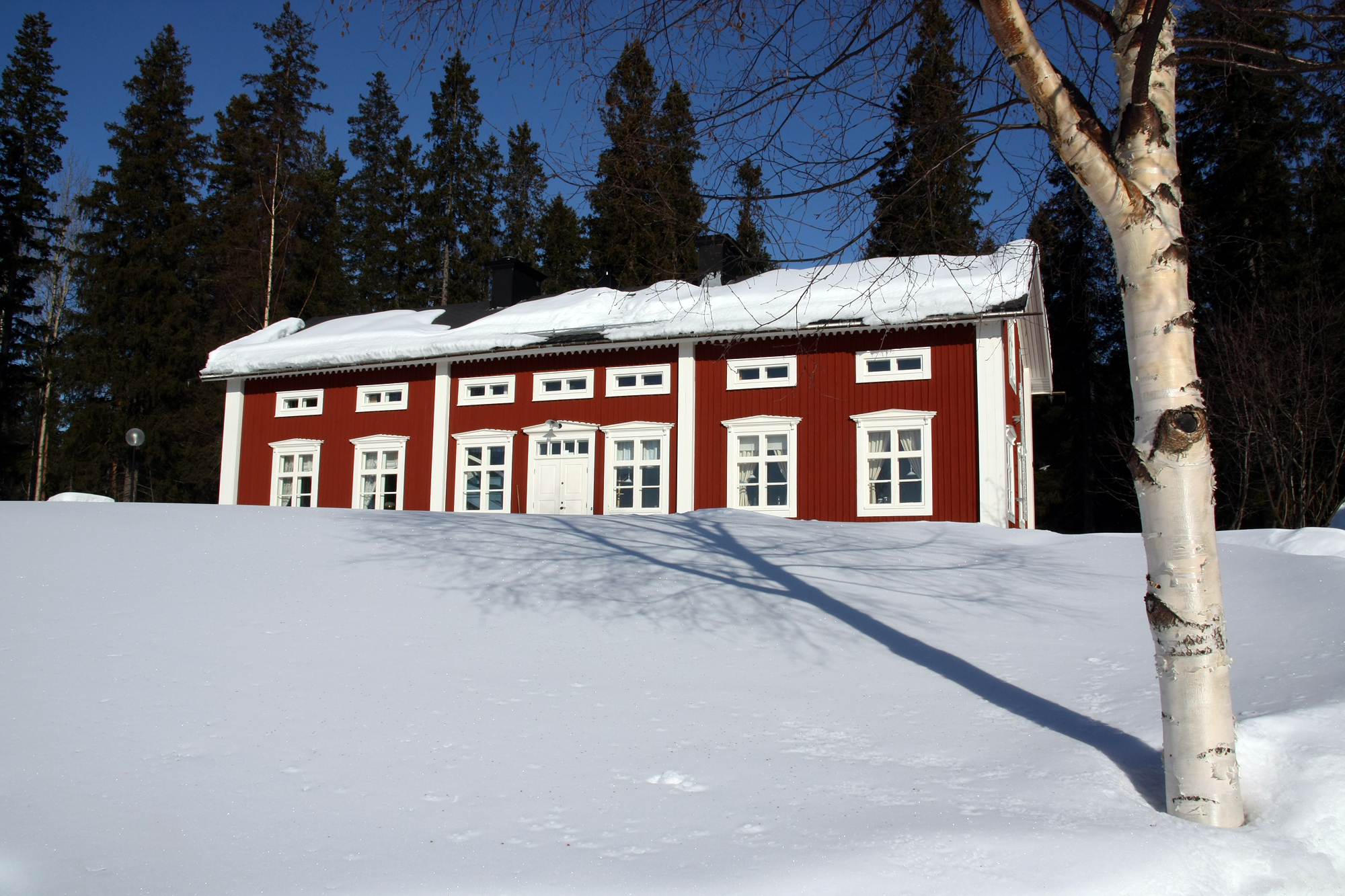
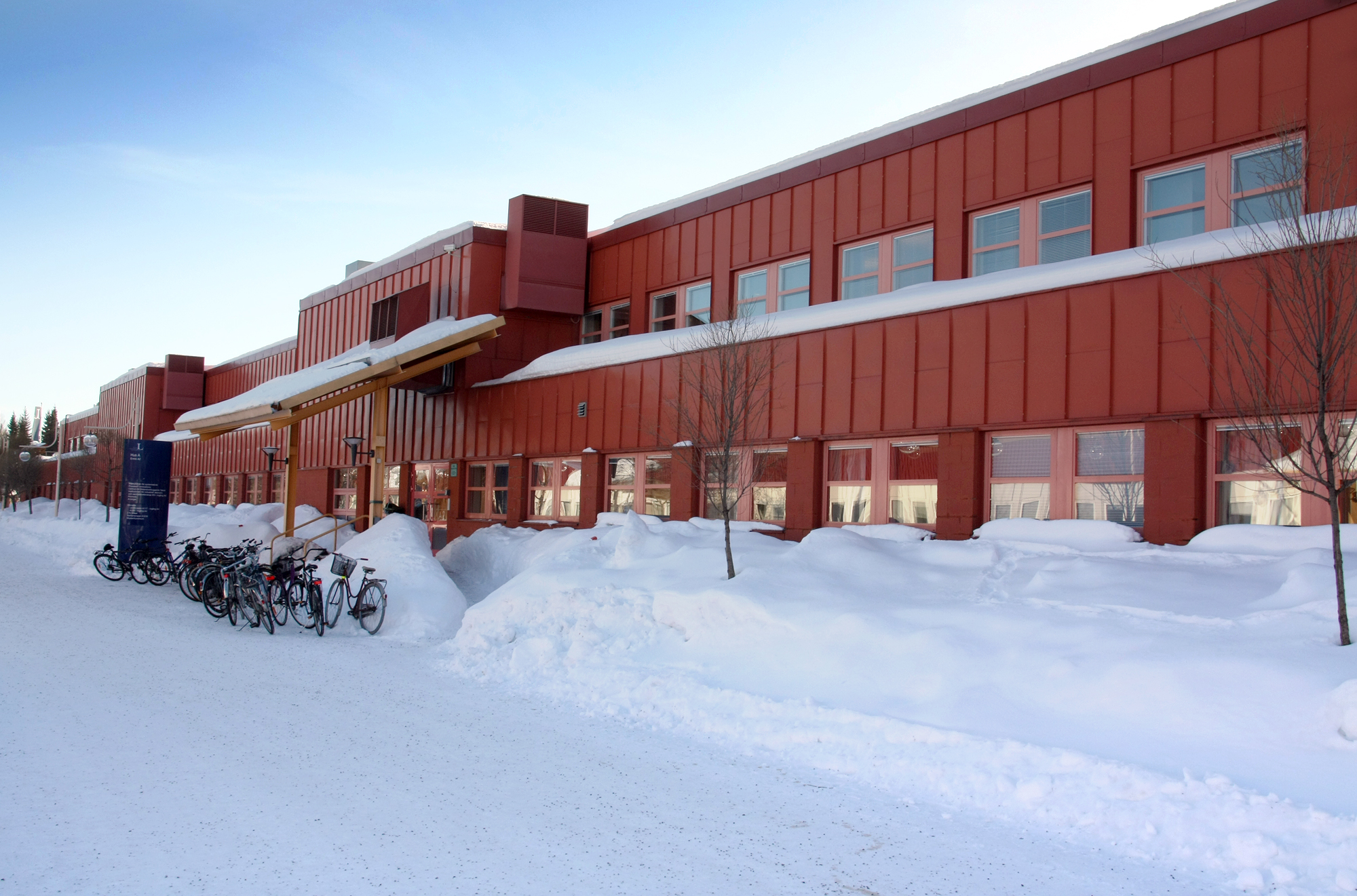
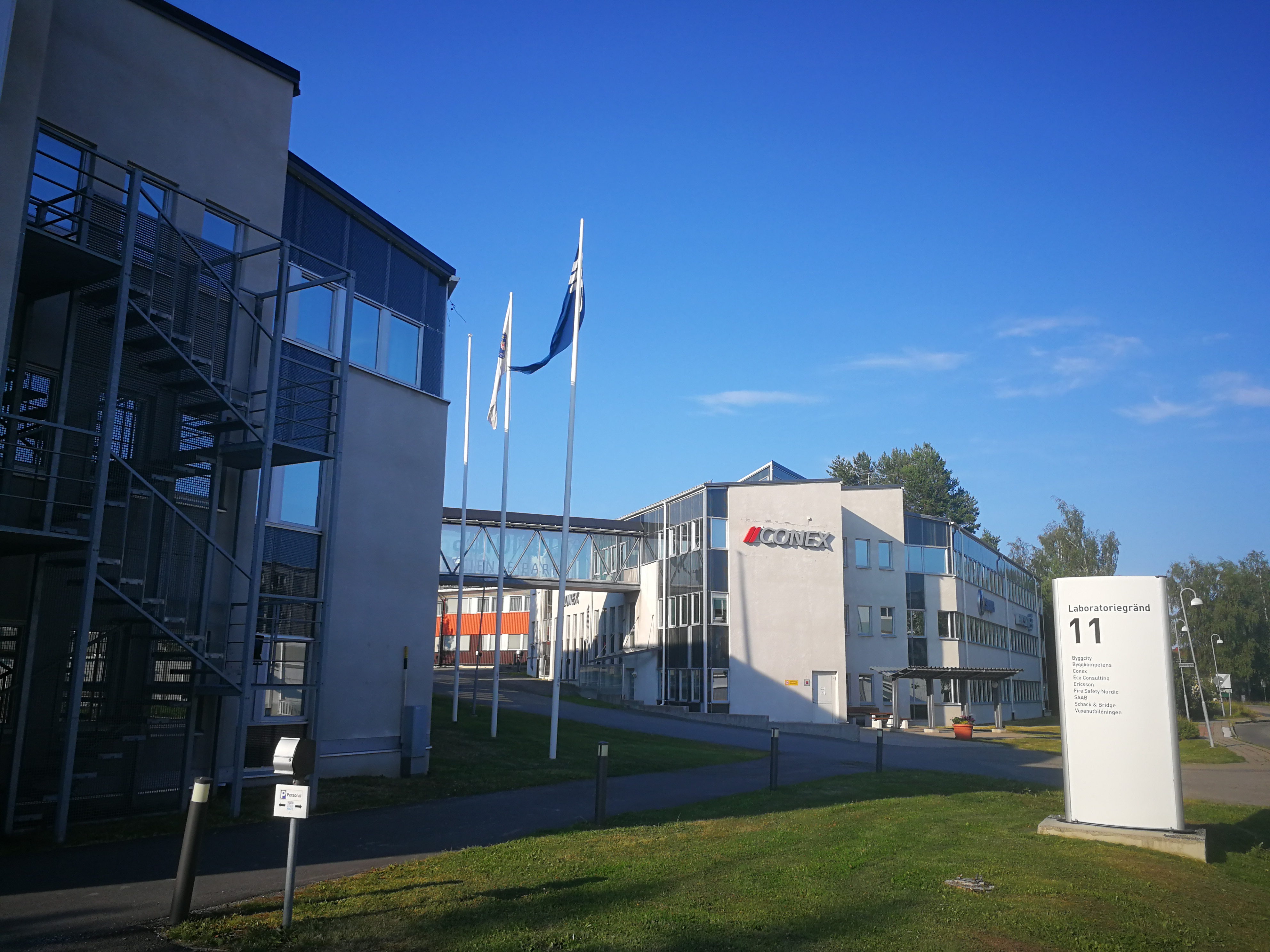